# 너 범인 아니지?
《너 범인 아니지?》(キミ犯人じゃないよね? 기미한닌자나이요네?[*], Aren't You a Criminal?)는 2008년 4월 11일부터 6월 13일까지 TV 아사히에서 금요 나이트 드라마로 방송된 칸지야 시호리, 카나메 준 주연의 드라마. 애칭은 '기미한'.

## 개요
추리작가 지망생 모리타 사쿠라와, 꽃미남 셀레브리티 형사 우다가와 노리오의 불균형 콤비가, 교묘한 트릭에 도전하는 추리 코미디. 캐치카피는 아르바이트로 형사 하면 안 되나요?(バイトで刑事(デカ)しちゃだめですか?.
살인 사건이 발생, 우가다와와 아르바이트로 고용된 사쿠라가 함께 수사를 진행해 진범을 밝혀낸다는 스토리. 진범은 매 회 극 초반에 우다가와가 반하는 (극 중에서는 “(마음을) 빼앗겼다~”고 말한다.) 여성. 코미디 장르이기 때문에 수사 방법이나 트릭의 과학성 등은 대략적이지만, 각 조사원과 사쿠라의 관계도 등 인물 관계에 대해서는 상당히 정성스럽게 설정되어 있다. 사쿠라를 연기하는 간지야가 아르바이트나 잠입 수사를 위해 매 회 다채로운 코스튬 플레이를 선보이는 것도 드라마의 큰 특징 중 하나.
본 드라마의 메인 작가인 하야시 마코토는 《휴대폰 형사 제니가타 시리즈》의 메인 작가이기도 해, 이 시리즈를 주로 패러디 했다. 특히 제5화의 우주인을 만나기 위한 주문 “벤토라, 벤토라, 스페이스 피플”은 《휴대폰 형사 제니가타 루이》 제2화에 사용된 설정과 같고, 감식원 ‘시바타 타로’는 휴대폰 형사 제니가타 시리즈에 출연한 인물이 그대로 등장했다. 또 제4화 사사야키 형사의 대사 “냄새가 난다, 악의 냄새”도 《휴대폰 형사 제니가타 아이》의 대사 그대로다.
《치리토테친》에 이은 칸지야 시호리의 연속 드라마 출연작. 또 칸지야는 이 드라마로 민방 첫 주연을 맡았다.
작가 고바야시 노부히코는 방영 도중, 주간 문춘 연재 칼럼에서 이 드라마를 언급(이후 단행본 《B형의 품격》에 게재), 특히 칸지야의 코믹함은 해외 드라마를 통틀어도 없을만한 것이라 극찬했다.

## 등장 인물
- 모리타 사쿠라 - 칸지야 시호리, 마츠우라 아유미(아역)

추리작가 지망생. 23세. 어렸을 때부터 추리 소설을 좋아해 추리작가를 꿈꿨지만 아직 자기 작품을 내지는 못하고, 생계를 위해 수많은 아르바이트를 하고 있다. 자칭 ‘신출귀몰 아르바이터’. 한눈에 본 것을 기억하는 탁월한 기억력과 추리력을 가졌다. 사건의 실마리를 찾았을 때는 “모리타 사쿠라, 이 사건 접수!!”라고 외친다. 돈 욕심이 대단하고, 특매품의 가격을 더 깎으려 안달이다. 우다가와의 수사 협력도 일종의 아르바이트라고 생각, 이런저런 이유를 붙여 막대한 대금을 청구하고 있다. 기억력은 발군인 사쿠라지만, 어렸을 때 우다가와로 오해 받아 유괴된 일은 아무리 생각해내려 해도 떠올리지 못한다. 사쿠라가 그 기억을 봉인해 버린 이유는 유괴범에서게 풀려났을 때 어린 우다가와가 사쿠라에게 마음을 빼앗겨 버렸기 때문이며, 그 사실을 죽어도 우다가와에게 알리고 싶지 않아서다. 잠버릇이 지독해 우다가와가 피해를 입는다.
- 우다가와 노리오 - 카나메 준, 요시노 쇼타(아역)

후지미 경찰서 경사. 25세. 국회의원인 할아버지, 최고 재판소 판사인 큰아버지, 대지주 아버지, 경찰청 장관인 먼 친척 밑에서 자란 셀레브리티. 그 환경 때문에 경찰 동료들에게는 “도련님”이라고 불리며 보이지 않는 벽이 쌓여 있다. 외모는 꽃미남이지만 어리바리해 미덥지 못하다. 또, 결코 무능한 것은 아니지만 단순한 성격 탓에 사람을 쉽게 믿어 속이기 쉬운 타입. 무엇이든 돈으로 해결하려는 경항이 있어, 사쿠라를 자비로 고용해 사건을 해결시키고 자신이 해결한 것처럼 행동한다. 제4화에서 사쿠라의 감언이설에 속아 달의 토지를 구매했다. 본인은 전혀 자각이 없지만 쉽게 쉽게 반하는 기질이 있어, 매 회 진범인 여성에게 반하고 만다. 자신이 반한 여성이 범인이라고 믿고 싶지 않기 때문인지 사건 해명에 앞서 “당신, 범인 아니죠?”라는 질문을 하는 패턴. 본인은 전혀 기억하지 못하지만, 사실 어렸을 때 사쿠라에게 (마음을) 빼앗겼던 적이 있었다.
- 시바타 타로 - 곤고치 다케시

감식원. BS-i에서 방송된 《휴대폰 형사 제니가타 시리즈》의 등장 인물, 본청에서 후지미 서로 이동했다. 33세. 호시탐탐 본청 복귀를 노리고 있지만, 우다가와에게 “본청은 이제 다른 감식원에게 맡기면 되잖아요.”라는 말을 듣는다. 우다가와에게만 특별한 정보를 넘긴다. 시바타 1호(시바타 마사카즈), 시바타 2호(코지)라는 부하가 있다. “사체는 언제나 진실을 얘기한다!!”라는 대사와 함께 좌우 장갑을 끼는 모션을 한다. 한편 최종화에서 곤고치는 다른 역할로도 출연한다.
- 다자이 히사시 - 와타나베 잇케이

수사 주임(경위)이자 우다가와의 상사. 45세. 일반인이면서 사건에 끼어드는 사쿠라를 ‘지망생’이라고 부르며 무시한다. 세츠코라는 이름의 아내가 있었지만 별거 또는 이혼. 취미는 보틀쉽.
- 마에다 긴지 - 이케다 츠토무

형사. 30세. 다자이의 방간(幇間). 주위의 이야기에 좌우되기 쉬운 성격. 사쿠라를 이유없이 싫어하지만, 우다가와가 현장에 올 때 사쿠라가 같이 왔는지 일일이 확인하는 바람에, 다른 형사들에게는 사쿠라를 좋아한다고 소문이 났다.
- 나카가와 아케미 - 오가와 나나

사쿠라가 소설을 제출하는 출판사의 직원. 28세. 사쿠라의 소설에 대해 상당히 신랄한 평가를 내리고 있다. “여자니까”라는 말이 입버릇. 처음 만난 유지에게 반해 그대로 결혼에 성공한다.
- 모리타 카에데 - 고지마 후지코

사쿠라의 동생. 17세. 언니와는 다른 수재이며, 사교적이고 견실한 성격. 최종화에서 언니와 합심해 우다가와에게 청구한 거금으로 고급 맨션을 구입한 것을 우다가와에게 보고한다.
- 호리에 유지 - 하기노 다카시

사쿠라가 아르바이트로 일하는 선술집 점장. 35세.
- 경관 - 다나카 다이스케

후지미 서 경관. 사건 현장 앞에서 출입을 감시한다.
- 후지무라 간페이 - 마스 다카시(우정출연)

배우. 통칭 ‘사사야키 형사’. 극 중의 드라마 《사사야키 형사》에서 범인의 귓전에 “당신 범인이지? 거칠게 안 할게……”라는 대사와 함께, 체포 전에 반드시 범인과 하룻밤을 보낸다는 설정의 형사를 연기한다. 주연 드라마의 범인 역으로 사쿠라를 발탁하거나, 살인 용의를 받은 사쿠라(와 우다가와)의 도주를 돕는 등 물심양면으로 보살핀다.

## 각 화 줄거리 및 게스트

### 제1화
공부는 못하지만 발군의 기억력을 가지고 있는 모리타 사쿠라. 추리 소설 작가를 꿈꾸는 사쿠라는, 유명 콤비 작가 ‘유리&미키’의 어시스턴트로 지내며 꿈을 키워가고 있다. 그러던 어느 날, 유리가 문을 걸어 잠근 서재에서 목을 매고 죽어있는 것을 발견한다! 서재에는 스페어키가 없으며, 유리는 사망 추정 시각 직전 편집장 가도쿠라의 휴대전화에 “더는 쓰지 않겠어.”라는 메시지를 남겼다.
현장에 모인 후지미 서 사람들은 주임 수사관 다자이의 ‘충동적인 자살’이라는 결론에 수긍하려 하지만, 친척들이 관료나 정치가 투성이인 도련님 형사 우다가와 노리오는 마음에 걸리는 것이….
제1 발견자로서 마침 현장에 있었던 사쿠라는 도련님 형사 우다가와와 처음 만나게 되고, 우다가와에게 추리력을 높이 평가 받은 사쿠라는 아르바이트로 수사에 협력하기로 한다.
- 유리&미키

사쿠라가 사사(師事)하고 있는 유리와 미키의 공동 필명.
이치하라 미키 - 구로타니 토모카
‘유리&미키’에서의 역할은 홍보 담당. 성격은 유리와는 대조적으로 사람을 대하는 태도가 좋다.
나츠메 유리 - 구보타 마키
‘유리&미키’에서의 역할은 집필. 모든 방면으로 적을 만들기 때문에 원한을 사는 인물도 많다.
- 하시구치 아야 - 시시다 미와코

‘유리&미키’의 라이벌인 추리 작가. 유리와는 견원지간. 자신에게 알리바이가 없는 것을 주장하는 태도가 시종일관 시건방지다.
- 카도쿠라 - 요시다 신이치

‘유리&미키’의 담당 편집장. 유리와는 연인 사이.
- 채소가게 주인 - 가와마타 시노부

채소가게 ‘마루다이’ 주인.

### 제2화
개점 전인 레스토랑 주방에서 사체가 발견된다. 피해자는 이 가게의 경영자 오야 마사카즈. 사체 주변에는 마카로니가 어질러져 있고 오야의 지갑이 사라져 좀도둑의 소행이라고 생각된다. 그러한 가운데, 어떤 불가사의한 현장의 상태가 마음에 걸린 도련님 형사 우다가와 노리오는 “이것은 좀도둑으로 가장한, 면식범의 범행이다.”라고, 수사 주임 다자이도 감탄할 만한 착실한 추리력을 보기 드물게 펼친다. 그런데 견습 셰프 아비코 나오미의 증언에 의하면, 사망 추정 시각에 마스크를 쓴 남자가 오야의 사체에서 지갑을 빼내는 현장을 목격, 게다가 그는 그남에게 습격을 받아 뇌진탕을 일으켰다고 진술한다. 또 나오미에게 한 눈에 반해 의욕을 낸 우다가와는 추리력 발군의 알바생 사쿠라를 앞세운다. 불순한 동기의 우다가와와 범인 찾기 알바 계약을 새롭게 맺은 사쿠라는 곧 오야가 죽음을 당하는 전날에 방문한 클럽 ‘아세다쿠’에 대담하게 잠입한다.
- 아비코 나오미 - 니이야마 치하루

레스토랑 ‘VENTRO MONTAGNA’의 견습 셰프. 살인 사건의 제1 발견자, 범인의 습격으로 기절해 있었다. 설산에서 조난 사고로 사망한 아버지가 남긴 맛을 지키기 위해 셰프가 되었다.
- 구리하라 카츠야 - 마츠다 켄지

‘VENTRO MONTAGNA’의 직원이었던 남자. 오야와는 금전 문제로 늘 티격태격했었다.
- 오야 마사카즈 - 사카다 마사히코

‘VENTRO MONTAGNA’의 오너이자 사건의 피해자. 나오미의 아버지와는 공동 경영자 관계.
- 오쿠마 다카시 - 요시미 스미마로

레스토랑에 채소를 대는 채소가게 주인.
- 마츠이 - 오쿠마 히로타카(샤카)

편의점 아르바이트생.
- 트랜스젠더 - 후카자와 아츠시, 마에다 켄

‘Club Asedaku’ 점원.

### 제3화
명문 여고에서 교사 후나바시가 가위에 찔려 사망하는 사건이 발생한다. 흉기에서 지문은 검출되지 않았지만, 사체는 마치 마코토짱의 개그처럼 보이는 손가락 모양을 하고 있었다. 우다가와는 이 손가락 모양을 다잉 메시지라고 추리하고, 사쿠라는 여고생으로 변신, 아이카 여자고등학교에 잠입해 수사를 시작한다.
- 키미츠 나나 - 호시노 마리

아이카 여고의 교사이자 3학년 담임. 합창부 부 고문.
- 후나바시 준야 - 기쿠치 킨야

아이카 여고의 교사이자 사건의 피해자. 해외 대학원에 부임 예정이었다.
- 기요하라 미와 - 호시이 나나세

아이카 여고에 다니는 학생. 언제나 학년 톱을 놓치지 않는 수재. 반장을 역임하고 있다.
- 샌디 요코 쿠로베 - 나카벳부 아오이

아이카 여고에 다니는 학생. 할아버지가 미국인인 혼혈. 학교 몰래 예능 활동을 하고 있었지만 후나바시에게 걸리고 만다.
- 산조 이쿠오 - 모리시타 테츠오

아이카 여고의 교감.
- 경비원 - 츠치다 아시모

아이카 여고의 경비원.

### 제4화
극단 ‘칸진카나메’ 소속의 연극 배우 리사와 유원지에서 데이트를 하고 있던 우다가와. 연출가 사이조가 맨션에서 살해 당하는 모습을 리사와 망원경으로 목격하게 된다. 당장 달려간 맨션에는 사이조의 사체가 감쪽같이 사라져 있었다. 그리고 곧 사이조의 사체가 발견 됐다는 소식을 듣지만, 사체가 발견된 장소는 맨션에서 1시간가량 떨어진 바닷가. 그러나 바닷가 모래사장의 사체 주위에는 발자국 하나 남아있지 않아, 사체가 순간 이동을 했다고 볼 수 밖에 없는 상황이 발생한다.
- 가모가와 리사 - 야마구치 사야카

극단 ‘칸진카나메’ 소속의 연극 배우. 몇 번의 오디션을 거쳐 ‘사사야키 형사’에 출연하게 됐다.
- 사이조 고로 - 이케다 테츠히로

극단 ‘칸진카나메’의 단장 겸 연출가. 까칠한 성격 탓에 주위의 평판은 그닥이다.
- 하마다 야마 - 오오호리 코이치

극단 ‘칸진카나메’의 전 극단원. 사이조와 싸우고 극단을 그만둔다.
- 아카마츠 - 롯카쿠 세이지, 시라키 - 와타나베 코헤이, 극단원 - 마이케루

극단 ‘칸진카나메’의 극단원.

### 제5화
사쿠라가 아르바이트를 하는 테마파크 ‘루나루나파크’의 이벤트 당일, ‘루나루나파크’의 원장이 실종된다. 비서 히라이는 초대 손님으로 마침 그 자리에 있던 우다가와에게 수사 의뢰를 하지만, 머지않아 원장의 혈흔이 묻은 지갑이 발견, 현장에는 미스테리 서클이 남겨져 있다. 원장이 어떤 사건에 말려들었다는 데에 초점이 맞춰지는 동안에 사쿠라는 사건의 진상을 파악하게 되는데...
- 나가레야마 마도카 - 가타세 나나

‘루나루나파크’의 부원장. 경영을 재건하지 이해 대기업에서 파견되었다. 고집이 세고 억척스러운 성격의 쿨 뷰티.
- 야하기 준이치로 - 사토 마사히로

실종 된 ‘루나루나파크’의 원장. 우주인 매니아를 위한 경영을 지향, 마도카와 대립하고 있었다.
- 히라이 가츠아키 - 다케노 이사오

야하기의 비서. 마도카와 야하기의 싸움을 목격, 야하기가 마도카에게 살해당했다고 주장한다.

### 제6화
우다가와 가와 교류가 있는 나라시노 가의 결혼 파티에 출석한 사쿠라와 우다가와. 나라시노 가에는 어울리지 않는 신랑 신부일 경우 갑주를 뒤집어 쓴 선조의 영령에게 죽음을 당한다는 전설이 있다. 그리고 의식이 한창이던 중, 우다가와는 움직이는 갑주의 모습을 목격! 게다가 신부 쿄카의 약혼자가 살해 당하고 만다. 마침 그 자리에 있던 쿄카는 약혼자가 갑주에게 죽임을 당했다는 증언을 하는데...
- 나라시노 쿄카 - 곤노 마히루, 아라타 시호(아역)

우다가와 가와 교류하고 있는 나라시노 가의 신부. 우다가와와는 어렸을 때부터 소꿉친구. 우다가와와 결혼을 약속한 적이 있다.
- 시노자키 신지 - 마츠자와 카즈유키

나라시노 가의 친척. 도박으로 집을 탕진하고, 나라시노 가에 돈을 빌리러 와있다.
- 나라시노 케이조 - 우시오 테츠야

나라시노 가의 주인.
- 미타무라 히로시 - 쿠보데라 아키라

쿄카의 약혼자. 미타무라 그룹의 차남이자 간부 후보. 쿄카와의 결혼은 정략 결혼.
- 미요코 - 이케타니 노부에

나라시노 가의 가정부. 나라시노 가의 내부 사정을 잘 알고 있다. 사쿠라와 우다가와의 관계가 친밀하다고 오해한다.
- 무라카미 도이치로 - 오타카 히로오

나라시노 가의 정원사. 사종일관 기분 나쁜 분위기를 풍긴다. 쿄카를 걱정하고 있다.

### 제7화
연쇄 살인범 잔기리 킬러에 의한 범행이 세상을 공포로 몰아 넣는 와중, 동일범에 의한 다섯 번째 사건이 일어난다. 한편, 그 현장 주위에 있던 우다가와는 누군가에게 뒷통수를 맞고 기절하지만, 케이크 가게를 경영하는 노다 3자매에게 구제된다. 곧 후지미 서에 잔기리 킬러로부터 우다가와를 유괴했다는 협박 전화가 오고, 몸값 1억엔을 요구한다. 하지만 우다가와와 노다 3자매가 꾸민 연극이었다.
- 노다 하루카 - 야부키 하루나, 노다 시즈카 - 마츠나가 쿄코, 노다 아스카 - 코마츠 아야카

유기농 채소 케이크 전문점 ‘VEGETABLE SISTERS’를 경영하는 3자매 파티시에. 기절한 우다가와를 집으로 데리고 온다. 우다가와가 부자인 것을 알고, 미인에게 약한 우다가와를 꼬셔 가게 재건 자금을 손에 넣기 위한 계략을 꾸민다. 케이크를 만들기 때문에 미각에 무리를 주지 않기 위해 매운 음식은 입에 대지 않는 프로 의식을 가지고 있다.
- 아다치 미호코 - 후나키 사치

푸드 스타일리스트. 프로듀스한 스위츠 음식점을 차례로 히트시켜 ‘스위츠의 여왕’이라는 별명으로 불린다. 잔기리 킬러의 다섯 번째 피해자라고 생각되지만...
- 잔기리 킬러 - 사카모토 마코토

세상을 공포로 몰아 넣은 연쇄 살인범. 머리가 긴 여성을 살해한 후, 여성의 머리를 자르고 담배를 피우는 엽기적인 행동을 한다.
- 오오카와 - 고바야시 스스무

우다가와 가의 집사.

### 제8화
데이트 예정이었던 여성이 경찰에 (마음을) 빼앗기는 바람에 우다가와는 점쟁이 프랑소와즈 사유리와 만나게 된다. 한편 배우 오노 시즈요가 실종되는 사건으로 화제가 일고 있을 때, 사유리가 텔레비전에서 시즈요를 찾아내겠다고 선언한다. 그 후 텔레비전 생방송에서 사유리는 수정 구슬의 힘으로 사체가 된 시즈요를 발견, 게다가 흉기가 있는 장소까지 맞히지만 그 장소는 사사야키 형사인 후지무라의 사물함!?
- 마츠도 프랑소와즈 사유리 - 우메미야 마사코

자칭 천리안을 가진 점쟁이. 수정 구슬에 의한 천리안을 가지고 있다. 어떤 곳이라도 꿰뚫어 볼 수 있다고 자칭한다. 어릴 때부터 그 힘을 가지고 있었고, 그 힘을 쓸모있게 쓰기를 원해 점쟁이가 되었다.
- 이치카와 카오리 - 야마시타 요리에

오노 시즈요의 매니저.
- 오노 시즈요 - 우미시마 유키

배우. 기념비적인 ‘사사야키 형사’ 시리즈의 첫회 게스트. 행방불명 된다.
- 오가와 슈코 - 가네코 사야카

‘야지우마 스크램블’의 리포터이자 도자이 TV 아나운서.
- 고탄다 시로 - 스미타 다카시, 아오이 미도리 - 나카자와 준코

‘야지우마 스크램블’의 사회자.
- 오오하시 - 세키 케이스케, 다카야마 - 사쿠라바 히로미치

도자이 TV 스태프.

### 제9화
수입 잡화를 다루는 수입상 시이나가 집에서 칼에 찔려 사망한다. 용의자는 시이나에게 이별을 고하기 위해 왔다는 제1 발견자 기사 스미레. 그러나 범행 추정 시각, 스미레는 시합 중이었다는 완벽한 알리바이가 있었다. 스미레의 언동에 이상한 낌새를 눈치 챈 사쿠라는 스미레가 꾸민 알리바이 트릭을 풀기로 한다.
- 도미사토 스미레 - 사카이 아야나

아이돌 기사(기사). 앞의 앞까지 내다보는 것이 특기, 그래서 “도미사토 스미레, 이 난관 접수!!”라는 유행어가 있다. 아버지 마사오미도 기사. 태어난지 2시간만에 마사오미에게 장기 말을 억지로 들리고, 3세에 장기 시작, 6세에 공식 시합에 출전했다.
- 마무시다 요스케 - 츠다 칸지

스미레와 토라오 배에서 대전하는 기사. 자신의 시합을 시시콜콜 이야기하는 버릇이 있어, 자신이 진 시합조차도 자화자찬에 여념이 없다.
- 오카모토 나츠코 - 오시마 요코

스미레의 매니져.
- 시이나 다케시 - 유게 토모히사

수입 잡화를 다루는 수입상. 스미레의 남자친구.
- 후카자와 아키코 - 스즈키 미에

기사(6단). 눈을 가린 스미레와의 대결에서 진다.

### 제10화
데이 트레이더 아사노가 사망하는 사건이 발생. 사건은 자살로 판명이 났지만, 아사노의 팔에 있는 나비 문신을 본 사쿠라는 아사노가 자신의 과거와 관련이 있다고 생각, 독자적으로 아사노를 조사하기 시작한다. 곧 금융회사 사장 오모리가 살해되고, 사건 직전에 아사노에 대한 정보를 얻으러 갔던 사쿠라가 범인으로 의심을 받는다. 그리고 사건의 진상은 사쿠라의 과거를 풀어가는데...
- 치바 미유키 - 요코야마 메구미

최연소로 교수가 된 의사. 사체의 사법 해부를 담당, 죽은 사람의 몸에 의해 의학이 진보해 왔다고 생각하는 신념을 가졌다.
- 아사노 다카하루 - 가네야마 가즈히코

데이 트레이더. 왼쪽 팔에 나비 문신이 있다. 예전에 주식으로 망해 어린 우다가와를 유괴해 몸값을 요구하기로 계획했지만, 실수로 사쿠라를 유괴한 적이 있다.
- 오오모리 가네타 - 하야시 가즈요시

고리대금 회사 ‘니코니코 금융’의 경영자.
- 곤도 유키오 - 아타후루타 야스오

미유키와 아사노의 동창. 17년 전 헤이세이 3년 5월 18일, 육교에서 추락사했다.
- 고리대금 회사 직원 - 야마다 기누오

고리대금 회사 ‘니코니코 금융’의 직원.

## 사쿠라의 코스튬 플레이
- 전 화 공통 1, 3, 4, 6, 9
  - 선술집 점원 (이름: 미츠키)
- 제1화
  - 토목작업자
  - 마이코
  - 메이드
- 제2화
  - 요시노야 점원
  - 게이바 댄서
  - 금발의 메이드 (선술집)
- 제3화
  - 여고생
  - 웨이트리스
- 제4화
  - 탈인형 (코알라)
  - 극단원
- 제5화
  - 금성인
  - 포장마차 점원
- 제6화
  - 토라 씨 (세제 판매원)
- 제7화
  - 아야나미 레이 (만화 카페 직원)
  - 세일러 마스 (만화 카페 직원)
  - 초밥가게 같은 피자가게 배달부 (가게 이름은 ‘라이라이켄’)
  - 기모노 차림 (선술집 의상)
- 제8화
  - 점성술사
- 제9화
  - 주유소 직원 (세일즈 포함)
  - 하카마 (기사)
- 최종화
  - 대학 병원 접수과
  - 경관

## 주제가
- 〈Super☆Looper〉 - YA-KYIM / 워너뮤직 재팬

## 스태프
- 각본 - 하야시 마코토, 아라이 슈코, 가토 준야, 오가와 미즈키
- 음악 - 하이시마 구니아키
- 기술 - 하세가와 미와
- 촬영 - 이소가이 기사쿠
- 영상 - 핫토리 마사쿠니
- 조명 - 아이자와 아츠시
- 음성 - 세키네 미츠아키
- 편집 - 가와무라 신지
- 프로듀서 - 오오카와 다케히로, 다카마루 마사류
- 연출 - 우에다 야스시, 이시카와 준이치, 시라타마 히데노리, 다무라 나오미, 이와타 가즈유키, 즈즈키 준이치
- 협력 - 베이시스, 버스크, 후지알
- 제작 - TV 아사히

## 방송일·부제·시청률
| 각 화                                                    | 방송일          | 서브타이틀                  | 각본          | 연출              | 메인 게스트                               | 시청률 |
| -------------------------------------------------------- | --------------- | --------------------------- | ------------- | ----------------- | ----------------------------------------- | ------ |
| 제1화                                                    | 2008년 4월 11일 | 2중 밀실 살인 사건의 그녀   | 하야시 마코토 | 우에다 야스시     | 구로타니 토모카                           | 8.3%   |
| 제2화                                                    | 2008년 4월 18일 | 화려한 완전 범죄의 그녀     | 하야시 마코토 | 이시카와 준이치   | 야마모토 치하루                           | 10.4%  |
| 제3화                                                    | 2008년 4월 25일 | 아름다운 다잉 메시지의 그녀 | 아라이 슈코   | 시라타마 히데노리 | 호시노 마리                               | 8.5%   |
| 제4화                                                    | 2008년 5월 2일  | 사체를 순간 이동한 그녀     | 하야시 마코토 | 우에다 야스시     | 야마구치 사야카                           | 9.3%   |
| 제5화                                                    | 2008년 5월 9일  | 비너스에게 쫓긴 그녀        | 하야시 마코토 | 이시카와 준이치   | 가타세 나나                               | 9.7%   |
| 제6화                                                    | 2008년 5월 16일 | 저주받은 신부의 그녀        | 가토 준야     | 다무라 나오미     | 곤노 마히루                               | 7.7%   |
| 제7화                                                    | 2008년 5월 23일 | 3자매 유괴단의 그녀         | 오가와 미즈키 | 이와타 가즈유키   | 야부키 하루나 마츠나가 쿄코 고마츠 아야카 | 8.4%   |
| 제8화                                                    | 2008년 5월 30일 | 천리안의 눈을 가진 그녀     | 하야시 마코토 | 즈즈키 준이치     | 우에미야 마사코                           | 9.3%   |
| 제9화                                                    | 2008년 6월 6일  | 철벽의 알리바이를 가진 그녀 | 가토 준야     | 다무라 나오미     | 사카이 아야나                             | 7.7%   |
| 최종화                                                   | 2008년 6월 13일 | 과거에서 온 그녀            | 하야시 마코토 | 즈즈키 준이치     | 요코야마 메구미                           | 9.4%   |
| 평균 시청률 8.9% (시청률은 비디오 리서치·간토 지방 조사) |                 |                             |               |                   |                                           |        |